# Fourier-transzformációs ionciklotron-rezonancia
A Fourier-transzformációs ionciklotron-rezonancia, röviden FT-ICR tömegspektrometriai eljárás ionok tömeg-töltés arányának ({\displaystyle {\frac {m}{z}}}) meghatározására azok ciklotronfrekvenciájának meghatározására rögzített mágneses mezőben. Az ionok Penning-csapdába (elektromos csapdázólemezekkel rendelkező mágneses mező) kerülnek, ahol gerjesztik rezonáns ciklotronfrekvenciáikon nagyobb ciklotronsugárra a mágneses mezőre merőleges oszcilláló elektromos mező által. A gerjesztő mező eltávolítása után az ionok ciklotronfrekvencájukon forognak fázisban („ioncsomagként”). Etek töltést indukálnak egy elektródpáron, ahogy az ioncsomagok elmennek mellettük. Ennek eredményeként szabad indukciós bomlás jele keletkezik, mely szinuszgörbék szuperpozíciójából áll. A hasznos jel ezekből az adatokból Fourier-transzformációval nyerhető ki tömegspektrumot adva.

## Történet
A FT-ICR-t Melvin Barnett Comisarow és Alan G. Marshall találták fel a Brit-kolumbiai Egyetemen. Az első írás róla a Chemical Physics Lettersben jelent meg 1974-ben. A találmány a hagyományos ICR-en és a Fourier-transzformációs mágneses magrezonancia (FT-NMR) elvén alapul. Marshall a technikát az Ohio Állami Egyetemen és a Florida Állami Egyetemen fejlesztette tovább.

## Elmélet

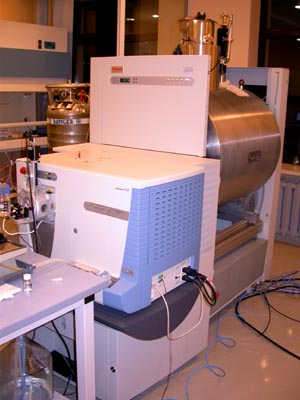
Lineáris ioncsapda – FT-ICR-tömegspektrométer (a mágnes körüli lapok nélkül)

A FT-ICR fizikája közelítőleg olyan, mint a ciklotroné.
Legegyszerűbb idealizált formájában a ciklotronfrekvencia és a tömeg-töltés arány kapcsolata:
{\displaystyle f={\frac {qB}{2\pi m}},}
ahol f a ciklotronfrekvencia, q az iontöltés B a mágneses mező erőssége és m az ion tömege.
Ezt gyakrabban adják meg körfrekvenciaként:
{\displaystyle \omega _{\text{c}}={\frac {qB}{m}},}
ahol {\displaystyle \omega _{\text{c}}} a ciklotron-körfrekvencia, ahol {\displaystyle f={\frac {\omega }{2\pi }}}.
Mivel a négypólusú elektromos mező az ionokat axiálisan ejti csapdába, e kapcsolat csak közelítő. Az axiális elektromos csapdázás axiális oszcillációkat eredményez a csapdában
{\displaystyle \omega _{\text{t}}={\sqrt {\frac {q\alpha }{m}}}}
körfrekvenciával, ahol α a harmonikus rezgés rugóállandójához hasonló, az alkalmazott feszültségtől, a csapda méretétől és alakjától.
Az elektromos mező és a keletkező axiális harmonikus mozgás csökkenti a ciklotronfrekvenciát, és második, radiális mozgást vezet be, a magnetronmozgást, mely a magnetronfrekvencián történik. A használt frekvencia továbbra is a ciklotronmozgásé, de a fenti kapcsolat emiatt nem pontos. A mozgás természetes körfrekvenciái:
{\displaystyle \omega _{\pm }={\frac {\omega _{\text{c}}}{2}}\pm {\sqrt {\left({\frac {\omega _{\text{c}}}{2}}\right)^{2}-{\frac {\omega _{\text{t}}^{2}}{2}}}},}
ahol {\displaystyle \omega _{\text{t}}} az axiális elektromos csapdázás miatti axiális csapdafrekvencia, {\displaystyle \omega _{+}} a redukált ciklotron(-kör)frekvencia, {\displaystyle \omega _{-}} a magnetron(-kör)frekvencia. Itt is a FTICR általában az {\displaystyle \omega _{+}}-t méri. Az egyenlet jelentése kvalitatívan megérthető az eset vizsgálatával, ahol {\displaystyle \omega _{\text{t}}\ll \omega _{\text{c}}}, ami általában teljesül a tömegspektrométerben. Ilyen esetben a gyök értéke kevéssel csekélyebb, mint {\displaystyle {\frac {\omega _{\text{c}}}{2}}}, és {\displaystyle \omega _{+}} is csak kevéssel tér el {\displaystyle \omega _{\text{c}}}-től (a ciklotronfrekvencia kissé csökkent). {\displaystyle \omega _{-}} esetén a gyök azonos értékű (kissé kevesebb, mint {\displaystyle {\frac {\omega _{\text{c}}}{2}}}), de ezt kivonják {\displaystyle {\frac {\omega _{\text{c}}}{2}}}-ből, ennek eredménye igen csekély, {\displaystyle \omega _{\text{c}}-\omega _{+}}, a ciklotronfrekvencia redukciójának mértéke. E tartományban a frekvenciák közelítőleg:
{\displaystyle {\begin{aligned}\omega _{+}&\approx \omega _{c}-{\frac {\omega _{t}^{2}}{2\omega _{c}}}\\\omega _{-}&\approx {\frac {\omega _{t}^{2}}{2\omega _{c}}}\end{aligned}}}

## Eszközök
A FTICR jelentősen különbözik más tömegspektrometriai eljárásoktól abban, hogy az ionok észlelése nem érzékelőnek, például elektronsokszorozónak ütközve történik. Ezenkívül a tömegek nem térben vagy időben vannak meghatározva, hanem csak az ionciklotron-rezonancia (kör)frekvenciája alapján, melyet az ionok termelnek a mágneses mezőben való forgáskor. Így a különböző ionok észlelése nem különböző időben történik, mint a szektoros tömegspektrométereknél, vagy különböző időkben, mint a haladási időt mérő tömegspektrométereknél, hanem minden ion észlelése szimultán történik az észlelési intervallumban. Ez növelheti a megfigyelt jel-zaj arányt a Fellgett-előny alapján. A FTICR felbontása a mágnes erejének vagy az észlelés időtartamának növelésével javítható.

### Cellák

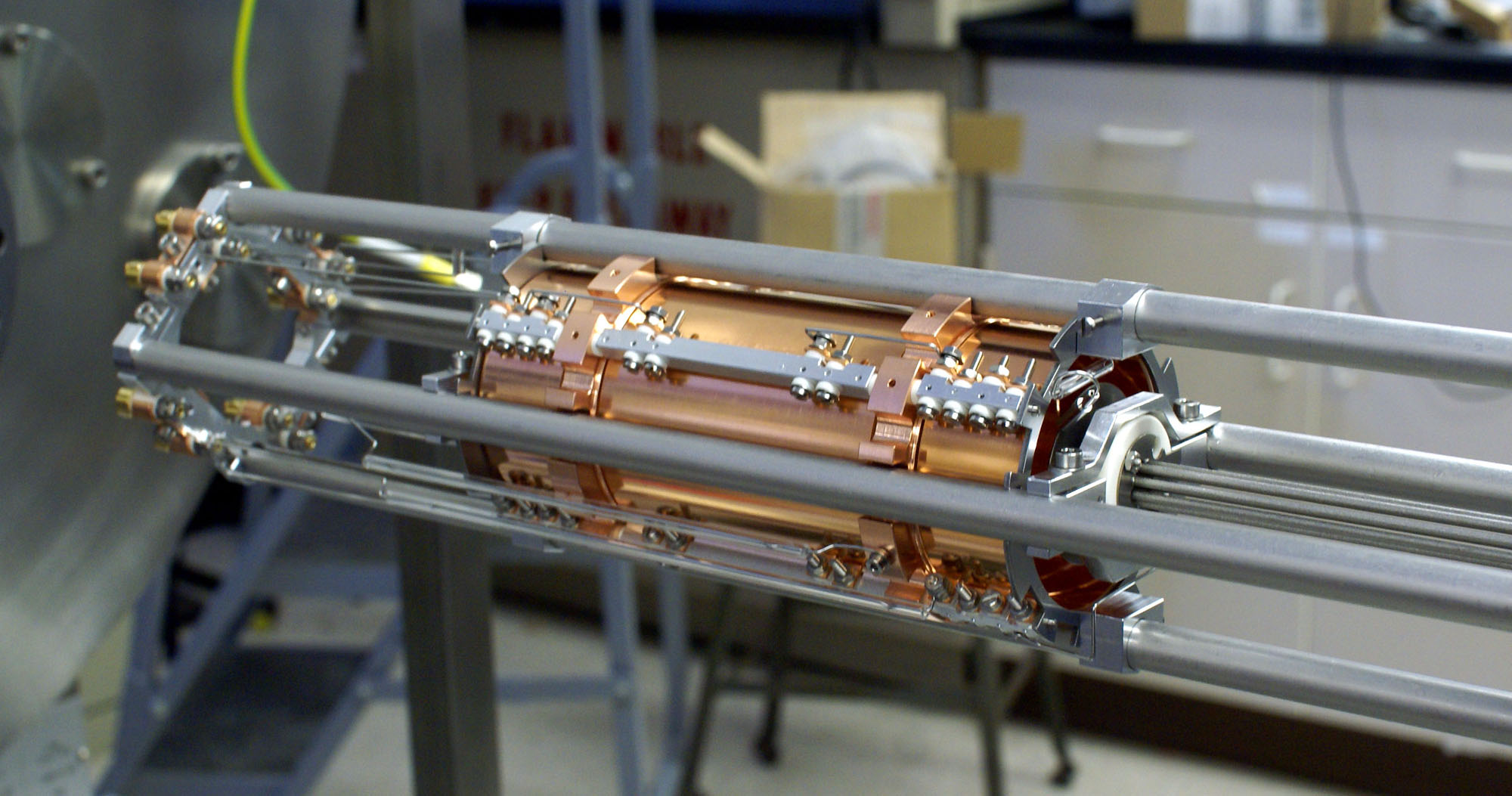
Henger alakú ICR-cella. Falai rézből vannak, az ionok jobbról érkeznek, és az ionkísérő oktopólusok szállítják.

1995-ben különböző cellaalakokat megfelelő elektromos konfigurációjuk alapján összehasonlító írás jelent meg. Azonban az ICR-cellák két kategóriába (nyitott, zárt) tartoznak.
Több különböző alakú zárt ICR-cellát hoztak létre, és jellemezték teljesítményüket. Végsapkaként rácsokat használtak, melyek axiális elektromos mezőt hoznak létre az axiális – a mágneses mező vonalaival párhuzamos – ioncsapdázáshoz. Az ionok a cellában hozhatók létre, vagy külső ionforrásból injektálhatók a cellába. Két rácspárú beágyazott ICR-cellákat is létrehoztak pozitív és negatív ionok együttes csapdázásához.
A leggyakoribb nyílt cellaalak a gyűrűelektródok termeléséhez axiálisan szelvényezett henger. A központi gyűrűelektródot gyakran használják radiális gerjesztő elektromos mező alkalmazására és észlelésre. Egyenáramú feszültség használatos a terminális gyűrűelektródoknál az ionok axiális csapdázásához. Különböző átmérőjű gyűrűelektródokkal rendelkező nyílt hengercellákat is terveztek. Ezek nemcsak képesnek bizonyultak mindkét ionpolaritás egyidejű csapdázására és észlelésére, hanem sikeresen el is választották radiálisan a különböző előjelű töltéseket. Nagy arányú egyidejű ionelkülönítést volt lehetséges elérni az új cellában. Számos axiális iongyorsító módszert írtak 2008-tól az ionok ütköztetésének tanulmányozásához.

### Tárolt hullámformájú inverz Fourier-transzformáció
A tárolt hullámformájú inverz Fourier-transzformáció (SWIFT) a gerjesztési hullámformák készítésének létrehozására a FTMS-ben használt eljárás. Ennek időtartomány szerinti gerjesztési hullámformája a megfelelő frekvenciatartomány gerjesztési spektruma inverz Fourier-transzformációjával kapható, mely a kiválasztott ionok rezonanciafrekvenciájának gerjesztésére választható ki. A SWIFT a tandem tömegspektrometria során használt ionok kiválasztására használható.

## Alkalmazás
A FTICR-tömegspektrometria nagy felbontású technika, mely tömegek nagy pontosságú meghatározására használható. Számos alkalmazása e tömegpontosságot használja a molekulák összetételének meghatározására a pontos tömeg alapján. Ez az elemek tömeghiánya miatt lehetséges. A FTICR magasabb tömegpontosságot érhet el, mint más tömegspektrométerek, részben azért, mert a szupravezető mágnes sokkal stabilabb, mint a rádiófrekvenciás feszültség.
Egy másik terület, ahol hasznos a FTICR, az összetett keverékek, például a hulladék folyadékká alakításának termékei vagy a biomassza, mivel a felbontás (keskeny csúcs) biztosítja a hasonló {\displaystyle m \over z} arányú ionok elkülönítését. E nagy felbontás hasznos továbbá a nagy makromolekulák, például az elektrospray-ionizációval előállítható többtöltésű fehérjék. Például 2 peptid attomól nagyságrendű kimutatását sikerült igazolni. E nagy molekulák olyan izotópeloszlást mutatnak, mely több izotópcsúcsot tesz lehetővé. Mivel az izotópcsúcsok az {\displaystyle m \over z}-tengelyen közel vannak egymáshoz, a több töltés miatt a FTICR különösen hasznos. Ezenkívül a proteomika más ágaiban is igen hasznos: például kivételes felbontást ér el alulról és felülről építkező proteomikában is. Az elektronbefogásos disszociáció (ECD), az ütközésindukált disszociáció (CID) és az infravörös többfotonos disszociáció (IRMPD) is használhatók részleges spektrumok létrehozására tömegspektrometriában. Bár a CID és IRMPD vibrációs gerjesztést használnak a peptidek tovább-bontására az általában alacsony energiájú és gyenge amidkötések felszakításával, a CID és az IRMPD a poszttranszlációs módosulásokat is lebonthatja. Az ECD ezzel szemben lehetővé teszi meghatározott módosulások fennmaradását. Ez különösen hasznos a foszforilációs állapotok, az O- vagy N-kötött glikoziláció vagy a szulfatálás vizsgálatában.

## Fordítás
Ez a szócikk részben vagy egészben  a   Fourier-transform ion cyclotron resonance című angol Wikipédia-szócikk ezen változatának fordításán alapul.  Az eredeti cikk szerkesztőit annak laptörténete sorolja fel. Ez a jelzés csupán a megfogalmazás eredetét és a szerzői jogokat jelzi, nem szolgál a cikkben szereplő információk forrásmegjelöléseként.